# Mistshenkoana caudatus
Mistshenkoana caudatus är en insektsart som först beskrevs av Bei-bienko 1966.  Mistshenkoana caudatus ingår i släktet Mistshenkoana och familjen syrsor. Inga underarter finns listade i Catalogue of Life.